# Shakespeare Cliff
Shakespeare Cliff är en klint av krita i Storbritannien. Den ligger strax väster om Dover i England, 110 km öster om London.